# Thomas Francis Murphy
Thomas Francis Murphy (Dayton (Ohio), 1953) is een Amerikaanse acteur.

## Carrière
Murphy begon in 2008 met acteren in de film Leatherheads, waarna hij nog meerdere rollen speelde in films en televisieseries. Zo speelde hij een terugkerende rol in onder andere Salem (2014-2015) en The Walking Dead (2017-2018).

## Filmografie

### Films
Uitgezonderd korte films.
- 2024 History of Evil - als Cain
- 2023 Stay at Conder Beach - als Jack
- 2022 The Visitor - als Maxwell Braun
- 2022 Mr. Harrigan's Phone - als Pete
- 2022 One Way - als Patrick de buschauffeur
- 2022 The Walk - als mr. Kelley
- 2021 Reminiscence - als Queen Of Hearts Bum
- 2020 News of the World - als mr. Farley
- 2020 The Secrets We Keep - als dr. Nussbaum
- 2020 Cut Throat City - als manager Wyland
- 2019 Faith - als Edgar
- 2019 Gothic Harvest - als Justice
- 2019 Darlin' - als de Kardinaal
- 2019 The Demonologist - als Victor Manchester
- 2018 Out of Blue - als Slick
- 2018 The Domestics - als Plowboy Jim
- 2017 Camera Store - als man in rolstoel
- 2017 Same Kind of Different as Me - als chef Jim
- 2017 Jeepers Creepers 3 - als mr. Bernardi
- 2017 Mississippi Murder - als John Owen
- 2016 The Follower - als Walter
- 2016 LBJ - als congreslid Thomas
- 2016 Race to Redemption - als Darden
- 2016 Ozark Sharks - als Jones
- 2016 Free State of Jones - als Elias Hood
- 2016 Abattoir - als eigenaar 1
- 2016 The Whole Truth - als misdaad onderzoeker
- 2016 My Father Die - als preker Michael
- 2015 The Runner - als Shrimper
- 2015 Sisters of the Plague - als Bob
- 2015 Self/less - als dr. Jensen
- 2015 Terminator Genisys - als Derelict
- 2015 Sweet Kandy - als psychiater
- 2015 Demonic - als Aberknacky
- 2015 Focus - als Hustler
- 2015 Zipper - als agent Strellitz
- 2015 Mississippi Grind - als Pete
- 2015 Starve - als Michael
- 2014 SnakeHead Swamp - als Chipmunk
- 2014 13 Sins - als golfer
- 2014 Wicked Blood - als barkeeper motorcafé
- 2014 Barefoot - als mr. Bryant
- 2013 My Brother Jack - als Arthur Wood
- 2013 Ragin Cajun Redneck Gators - als Wade Robichaud
- 2013 12 Years a Slave - als agent
- 2013 Ghost Shark - als sheriff Martin
- 2012 The Baytown Outlaws - als medewerker oud tankstation
- 2012 Leprechaun's Revenge - als dr. McCormick
- 2008 Paper Covers Rock - als barkeeper
- 2008 Leatherheads - als kok

### Televisieserie
Uitgezonderd eenmalige gastrollen.
- 2022-2023 Bring on the Dancing Horses - als ?? - 9 afl.
- 2020 Filthy Rich - als Hagamond Sheen - 6 afl.
- 2017-2018 The Walking Dead - als Brion - 7 afl.
- 2017 Outsiders - als Gerralt Shay - 2 afl.
- 2015 The Parallax Theory - als professor Douglas Baker - 2 afl.
- 2014-2015 Salem - als eerwaarde Lewis - 8 afl.